# Lekcja (językoznawstwo)
Lekcja (łac. lectio – czytanie, odczyt) – sposób odczytania na głos znaków pisma. Lekcja zależy od języka jakim posługuje się użytkownik, ew. także od jego dialektu, osobowej maniery i wad wymowy (por. idiolekt). 

## Przykłady
- Litera c zmieniała swą lekcję w trakcie ewolucji języka łacińskiego: początkowo była czytana jak polskie k, później sposób odczytu przeszedł szereg przemian przed samogłoskami przednimi od polskiego „miękkiego” k, przez „miękkie” t, i w zależności od regionu polskie c w dialektach północnych i mniej więcej polskiego cz na południu.
- Język japoński korzysta z kanji – znaków chińskich, które dotarły do Japonii wraz z buddyzmem w V i VI wieku. Niektóre kanji były wprowadzane więcej niż jeden raz z różnych części Chin w różnym czasie, a więc mają wiele odczytów.

Znaki chińskie mają kilka lekcji: chińską (mandaryńską, kantońską, inne), a w przypadku języka japońskiego: japońską (kun’yomi) i sinojapońską (on’yomi). Na przykład znak 山 (góra) odczytywany po mandaryńsku shān (po kantońsku saan¹) w Japonii odczytuje się za pomocą dwóch lekcji: japońskiej – yama oraz sinojapońskiej – san (rzadkie czytanie sen oficjalnie niezatwierdzone). Stąd złożenie sinojapońskie będące nazwą góry Fudżi (富士山) może być czytane: Fujisan lub  Fuji-no-yama, ale w tym przypadku tylko czytanie Fujisan (Fuji-san) jest poprawne. Jej chińska nazwa brzmi Fùshìshān. 